# 2,3-二甲基苯酚
2,3-二甲基苯酚是一种有机化合物，化学式为C8H10O，它是二甲基苯酚的同分异构体之一，可由2,3-二甲基苯胺为原料反应制得。它加热异构化并脱甲基分解。